# アルフレート (ドヴォルザーク)
『アルフレート』（独:Alfred, B.16）は、アントニン・ドヴォルザークが作曲した3幕の英雄オペラ。ドヴォルザークが1870年に作曲した最初のオペラで、テキストはドイツ語による。アングロ・サクソン人のイングランド王アルフレッド大王の物語で、フリードリッヒ・フォン・フロトーがオペラ化したものを元に、K.T.ケルナーが台本を執筆した。
音楽自体はドヴォルザークの初期らしく、ライトモティーフの手法や切れ目のない朗唱風の歌唱など、ワーグナーの影響が強く表れている。
本作はドヴォルザークの存命中は上演されなかった。初演は1938年12月10日、オロモウツにてチェコ語に翻訳されて行われた。なお、序曲（B.16a）のみ「悲劇的序曲」として1905年に初演された（出版は1912年）。